# Molango, Veracruz
Molango är en ort i Mexiko.   Den ligger i kommunen Ixhuatlán de Madero och delstaten Veracruz, i den sydöstra delen av landet, 180 km nordost om huvudstaden Mexico City. Molango ligger 226 meter över havet och antalet invånare är 490.
Terrängen runt Molango är huvudsakligen kuperad, men åt nordost är den platt. Runt Molango är det ganska tätbefolkat, med 75 invånare per kvadratkilometer. Närmaste större samhälle är La Ceiba, 15,4 km norr om Molango. I omgivningarna runt Molango växer huvudsakligen savannskog.